# Lijst van voetbalinterlands Curaçao - Grenada
Deze lijst van voetbalinterlands geeft een overzicht van alle officiële voetbalwedstrijden tussen de nationale teams van Curaçao en Grenada. De landen hebben tot op heden vier keer tegen elkaar gespeeld. De eerste ontmoeting, een kwalificatiewedstrijd voor de Caribbean Cup 2014, werd gespeeld in Bayamón (Puerto Rico) op 5 september 2014. Het laatste duel, een groepswedstrijd tijdens de CONCACAF Nations League 2024/25, vond plaats op 14 oktober 2024 in Gros Islet (Saint Lucia).

## Wedstrijden
| № | Plaats     | Datum             | Competitie                                   | Wedstrijd         | Uitslag |
| - | ---------- | ----------------- | -------------------------------------------- | ----------------- | ------- |
| 1 | Bayamón    | 5 september 2014  | Caribbean Cup 2014 kwalificatie              | Curaçao − Grenada | 2 − 1   |
| 2 | Willemstad | 11 september 2018 | CONCACAF Nations League 2019/20 kwalificatie | Curaçao − Grenada | 10 − 0  |
| 3 | Gros Islet | 11 oktober 2024   | CONCACAF Nations League 2024/25              | Grenada − Curaçao | 0 − 0   |
| 4 | Gros Islet | 14 oktober 2024   | CONCACAF Nations League 2024/25              | Curaçao − Grenada | 1 − 0   |

## Samenvatting
| Competitie                           | Totaal gespeeld | Winst Curaçao | Gelijk | Winst Grenada | Doelsaldo Curaçao – Grenada |
| ------------------------------------ | --------------- | ------------- | ------ | ------------- | --------------------------- |
| CONCACAF Nations League              | 2               | 1             | 1      | 0             | 1 − 0                       |
| CONCACAF Nations League-kwalificatie | 1               | 1             | 0      | 0             | 10 − 0                      |
| Caribbean Cup-kwalificatie           | 1               | 1             | 0      | 0             | 2 − 1                       |
| Totaal                               | 4               | 3             | 1      | 0             | 13 − 1                      |

Wedstrijden bepaald door strafschoppen worden, in lijn met de FIFA, als een gelijkspel gerekend.
FFK · A-internationals · Curaçaos vrouwenelftal · Olympisch elftal
2011 – 2019 ·
2020 – 2029
2011 · 
2012 · 
2013 · 
2014 · 
2015 ·
2016 ·
2017 ·
2018 ·
2019 ·
2020 ·
2021 ·
2022 ·
2023 ·
2024 ·
2025
Amerikaanse Maagdeneilanden ·
Antigua en Barbuda ·
Argentinië ·
Aruba ·
Bahrein ·
Barbados ·
Bolivia ·
Britse Maagdeneilanden ·
Canada ·
Colombia ·
Costa Rica ·
Cuba ·
Dominicaanse Republiek ·
El Salvador ·
Grenada ·
Guatemala ·
Guyana ·
Haïti ·
Honduras ·
India ·
Indonesië ·
Jamaica ·
Kazachstan ·
Mexico ·
Montserrat ·
Nieuw-Zeeland ·
Nicaragua ·
Panama ·
Puerto Rico ·
Qatar ·
Saint Kitts en Nevis ·
Saint Lucia ·
Saint Vincent en de Grenadines ·
Suriname ·
Trinidad en Tobago ·
Verenigde Staten ·
Vietnam
GFA · A-internationals · Bondscoaches · Statistieken · Grenediaans vrouwenelftal · Olympisch elftal
1978 – 1989 · 
1990 – 1999 · 
2000 – 2009 · 
2010 – 2019 ·
2020 − 2029
CGC 2009 · 
CGC 2011 ·
CGC 2021
Amerikaanse Maagdeneilanden ·
Andorra ·
Anguilla ·
Antigua en Barbuda ·
Aruba ·
Barbados ·
Belize ·
Bermuda ·
Britse Maagdeneilanden ·
Costa Rica ·
Cuba ·
Curaçao ·
Dominica ·
El Salvador ·
Gibraltar ·
Guatemala ·
Guyana ·
Haïti ·
Honduras ·
Jamaica ·
Kaaimaneilanden ·
Montserrat ·
Nederlandse Antillen ·
Noorwegen ·
Panama ·
Puerto Rico ·
Qatar ·
Rusland ·
Saint Kitts en Nevis ·
Saint Lucia ·
Saint Vincent en de Grenadines ·
Suriname ·
Taiwan ·
Trinidad en Tobago ·
Verenigde Staten